# Tekken Mobile
Tekken Mobile foi um jogo de luta da série Tekken desenvolvido e publicado pela Bandai Namco Entertainment. Foi lançado mundialmente para Android e iOS em 1º de março de 2018.
Os servidores do jogo foram desligados abruptamente em 15 de fevereiro de 2019, tornando-o impossível de jogar. As possíveis razões para o cancelamento foram a recepção negativa dos preços caros do jogo e a falta de receita. Como resultado, o próximo novo personagem chamado Taekwondo Girl não foi lançado.

## Jogabilidade
Tekken Mobile é um jogo de luta baseado em toque que incorpora elementos gacha. Os jogadores selecionam personagens para colocar em um time e enfrentam um time de personagens adversários. O objetivo é derrotar o adversário usando uma coleção de "Cartas Waza" (nove no total em um baralho), o que faz com que seu personagem use um determinado ataque dependendo da cor da carta. Cada personagem tem uma afinidade elementar que consiste em terra, fogo, água ou relâmpago. As afinidades dão uma vantagem ou desvantagem, dependendo do confronto.
Os jogadores podem atualizar seus lutadores obtendo fragmentos especiais (comuns a raros) que são comprados em pacotes premium ou épicos usando dinheiro real.

## Personagens
(*) Indica personagens desbloqueáveis.
(**) Indica personagens adicionados durante updates (desbloqueáveis).
| - Akuma - Alex - Anna Williams - Asuka Kazama - Bob Richards - Bruce Irvin - Bryan Fury - Christie Monteiro - Craig Marduk - Eliza - Feng Wei - Halloween Dragunov - Isaak - Jin Kazama - Katarina Alves - Kazuya Mishima - Lee Chaolan - Leo - Lili - Ling Xiaoyu | - Marshall Law - Miguel Caballero - Mokujin - Nina Williams - Panda - Paul Phoenix - Revenant - Rodeo - Ruby - Sergei Dragunov - Shaheen - Steve Fox - Summer Asuka - Summer Bob - Summer Lili - Summer Nina - Tetsujin - Tiger Miyagi - Yue |